# Campeonato Mundial de Voleibol Masculino de 1994
El XIII Campeonato Mundial de Voleibol Masculino se celebró en Grecia entre el 29 de septiembre y el 8 de octubre de 1994 bajo la organización de la Federación Internacional de Voleibol (FIVB) y la Federación Helénica de Voleibol.

## Sedes
| Grupo             | Ciudad   | Instalación                    |
| ----------------- | -------- | ------------------------------ |
| A, B y Fase final | El Pireo | Estadio de la Paz y la Amistad |
| C y D             | Salónica | Alexandrio Mélathro            |

## Grupos
| Grupo A | Grupo B        | Grupo C  | Grupo D       |
| ------- | -------------- | -------- | ------------- |
| Rusia   | Brasil         | Bulgaria | Países Bajos  |
| Argelia | Argentina      | China    | Suecia        |
| Grecia  | Estados Unidos | Italia   | Cuba          |
| Canadá  | Alemania       | Japón    | Corea del Sur |

## Primera fase

### Grupo A
| Equipo  | J | G | P | SG | SP | DS | PTS |
| ------- | - | - | - | -- | -- | -- | --- |
| Grecia  | 3 | 3 | 0 | 9  | 2  | +7 | 6   |
| Rusia   | 3 | 2 | 1 | 8  | 5  | +3 | 5   |
| Canadá  | 3 | 1 | 2 | 5  | 6  | -1 | 4   |
| Argelia | 3 | 0 | 3 | 0  | 9  | -9 | 3   |

- Resultados

| Fecha | Hora | Partido | Partido | Partido | Resultado |
| ----- | ---- | ------- | ------- | ------- | --------- |
| 29.09 |      | Argelia | -       | Rusia   | 0-3       |
| 29.09 |      | Grecia  | -       | Canadá  | 3-0       |
| 30.09 |      | Rusia   | -       | Canadá  | 3-2       |
| 30.09 |      | Argelia | -       | Grecia  | 0-3       |
| 01.10 |      | Canadá  | -       | Argelia | 3-0       |
| 01.10 |      | Grecia  | -       | Rusia   | 3-0       |

### Grupo B
| Equipo         | J | G | P | SG | SP | DS | PTS |
| -------------- | - | - | - | -- | -- | -- | --- |
| Estados Unidos | 3 | 3 | 0 | 9  | 3  | +6 | 6   |
| Brasil         | 3 | 2 | 1 | 8  | 5  | +3 | 5   |
| Alemania       | 3 | 1 | 2 | 4  | 7  | -3 | 4   |
| Argentina      | 3 | 0 | 3 | 3  | 9  | -6 | 3   |

- Resultados

| Fecha | Hora | Partido        | Partido | Partido        | Resultado |
| ----- | ---- | -------------- | ------- | -------------- | --------- |
| 29.09 |      | Estados Unidos | -       | Alemania       | 3-1       |
| 29.09 |      | Argentina      | -       | Brasil         | 2-3       |
| 30.09 |      | Argentina      | -       | Estados Unidos | 0-3       |
| 30.09 |      | Brasil         | -       | Alemania       | 3-0       |
| 01.10 |      | Alemania       | -       | Argentina      | 3-1       |
| 01.10 |      | Brasil         | -       | Estados Unidos | 2-3       |

### Grupo C
| Equipo   | J | G | P | SG | SP | DS | PTS |
| -------- | - | - | - | -- | -- | -- | --- |
| Italia   | 3 | 2 | 1 | 8  | 3  | +5 | 5   |
| Bulgaria | 3 | 2 | 1 | 6  | 4  | +2 | 5   |
| Japón    | 3 | 1 | 2 | 4  | 8  | -4 | 4   |
| China    | 3 | 0 | 3 | 3  | 6  | -3 | 3   |

- Resultados

| Fecha | Hora | Partido  | Partido | Partido | Resultado |
| ----- | ---- | -------- | ------- | ------- | --------- |
| 29.09 |      | Bulgaria | -       | Japón   | 3-1       |
| 29.09 |      | Italia   | -       | China   | 3-0       |
| 30.09 |      | China    | -       | Japón   | 3-0       |
| 30.09 |      | Bulgaria | -       | Italia  | 0-3       |
| 01.10 |      | Bulgaria | -       | China   | 3-0       |
| 01.10 |      | Italia   | -       | Japón   | 2-3       |

### Grupo D
| Equipo        | J | G | P | SG | SP | DS | PTS |
| ------------- | - | - | - | -- | -- | -- | --- |
| Cuba          | 3 | 3 | 0 | 9  | 2  | +7 | 6   |
| Países Bajos  | 3 | 2 | 1 | 6  | 5  | +1 | 5   |
| Corea del Sur | 3 | 1 | 2 | 6  | 8  | -2 | 4   |
| Suecia        | 3 | 0 | 3 | 3  | 9  | -6 | 3   |

- Resultados

| Fecha | Hora | Partido       | Partido | Partido       | Resultado |
| ----- | ---- | ------------- | ------- | ------------- | --------- |
| 29.09 |      | Corea del Sur | -       | Cuba          | 2-3       |
| 29.09 |      | Países Bajos  | -       | Suecia        | 3-1       |
| 30.09 |      | Países Bajos  | -       | Corea del Sur | 3-1       |
| 30.09 |      | Cuba          | -       | Suecia        | 3-0       |
| 01.10 |      | Corea del Sur | -       | Suecia        | 3-2       |
| 01.10 |      | Cuba          | -       | Países Bajos  | 3-0       |

## Fase final

### Cabezas de grupo
| Fecha | Hora | Partido        | Partido | Partido | Resultado |
| ----- | ---- | -------------- | ------- | ------- | --------- |
| 04.10 |      | Italia         | -       | Grecia  | 3-0       |
| 04.10 |      | Estados Unidos | -       | Cuba    | 3-0       |

### Serie de eliminación
| Fecha | Hora | Partido      | Partido | Partido       | Resultado |
| ----- | ---- | ------------ | ------- | ------------- | --------- |
| 04.10 |      | Brasil       | -       | Canadá        | 3-0       |
| 04.10 |      | Países Bajos | -       | Japón         | 3-0       |
| 04.10 |      | Rusia        | -       | Alemania      | 3-0       |
| 04.10 |      | Bulgaria     | -       | Corea del Sur | 1-3       |

### Cuartos de final
| Fecha | Hora | Partido        | Partido | Partido       | Resultado |
| ----- | ---- | -------------- | ------- | ------------- | --------- |
| 05.10 |      | Cuba           | -       | Brasil        | 3-2       |
| 05.10 |      | Italia         | -       | Rusia         | 3-1       |
| 05.10 |      | Países Bajos   | -       | Grecia        | 3-0       |
| 05.10 |      | Estados Unidos | -       | Corea del Sur | 3-0       |

|  | Semifinales                   | Semifinales                   |   |                               | Final                         | Final |  |
|  |                               |                               |   |                               |                               |       |  |
|  |                               |                               |   |                               |                               |       |  |
|  | 7 de octubre de 1994 – Atenas |                               |   |                               |                               |       |  |
|  | Cuba                          | 1                             |   |                               |                               |       |  |
|  | Italia                        | 3                             |   |                               |                               |       |  |
|  |                               |                               |   |                               |                               |       |  |
|  |                               |                               |   |                               | 8 de octubre de 1994 – Atenas |       |  |
|  |                               |                               |   |                               | Italia                        | 3     |  |
|  |                               | Países Bajos                  | 1 |                               |                               |       |  |
|  |                               |                               |   |                               |                               |       |  |
|  |                               |                               |   |                               |                               |       |  |
|  |                               |                               |   |                               | Tercer Puesto                 |       |  |
|  | 7 de octubre de 1994 – Atenas | 7 de octubre de 1994 – Atenas |   | 8 de octubre de 1994 – Atenas | 8 de octubre de 1994 – Atenas |       |  |
|  | Países Bajos                  | 3                             |   | Cuba                          | 1                             |       |  |
|  | Estados Unidos                | 2                             |   |                               | Estados Unidos                | 3     |  |

## Medallero
|        |              |                |
| Italia | Países Bajos | Estados Unidos |

## Clasificación general
| 1. Italia         |
| 2. Países Bajos   |
| 3. Estados Unidos |
| 4. Cuba           |
| 5. Brasil         |
| 6. Grecia         |
| 7. Rusia          |
| 8. Corea del Sur  |
| 9. Bulgaria       |
| 9. Canadá         |
| 9. Alemania       |
| 9. Japón          |
| 13. Argelia       |
| 13. Argentina     |
| 13. China         |
| 13. Suecia        |

| Predecesor: Brasil 1990 | XIII Campeonato Mundial de Voleibol Masculino 1994 | Sucesor: Japón 1998 |